# ایستگاه متروی اوستلی
ایستگاه متروی اوستلی (انگلیسی: Osterley tube station) یکی از ایستگاه‌های خط پیکدیلی متروی لندن است.
این ایستگاه که در منطقه هانزلو لندن قرار دارد در سال ۱۸۸۳ میلادی تأسیس شده است.

## نگارخانه

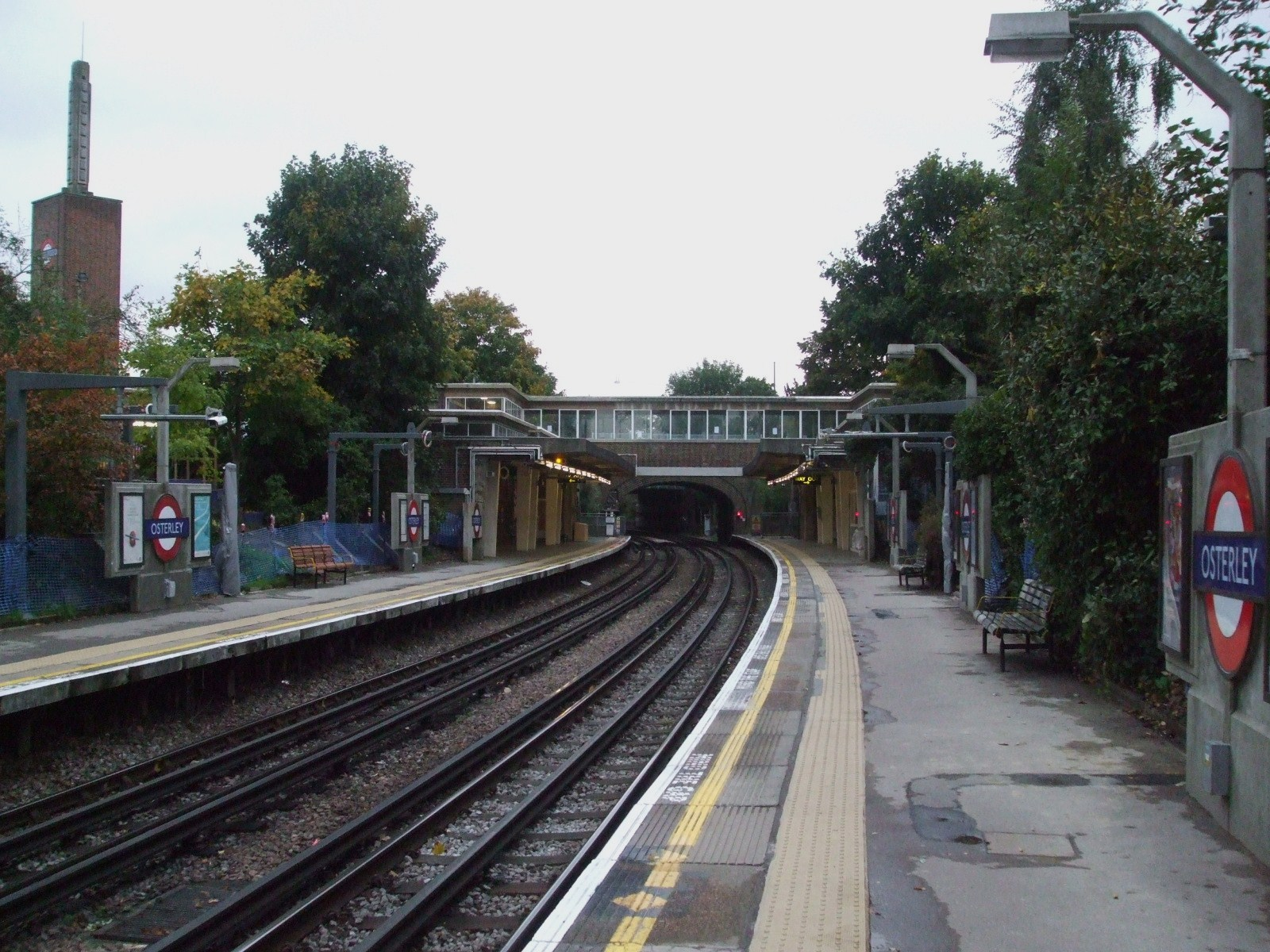
Looking west
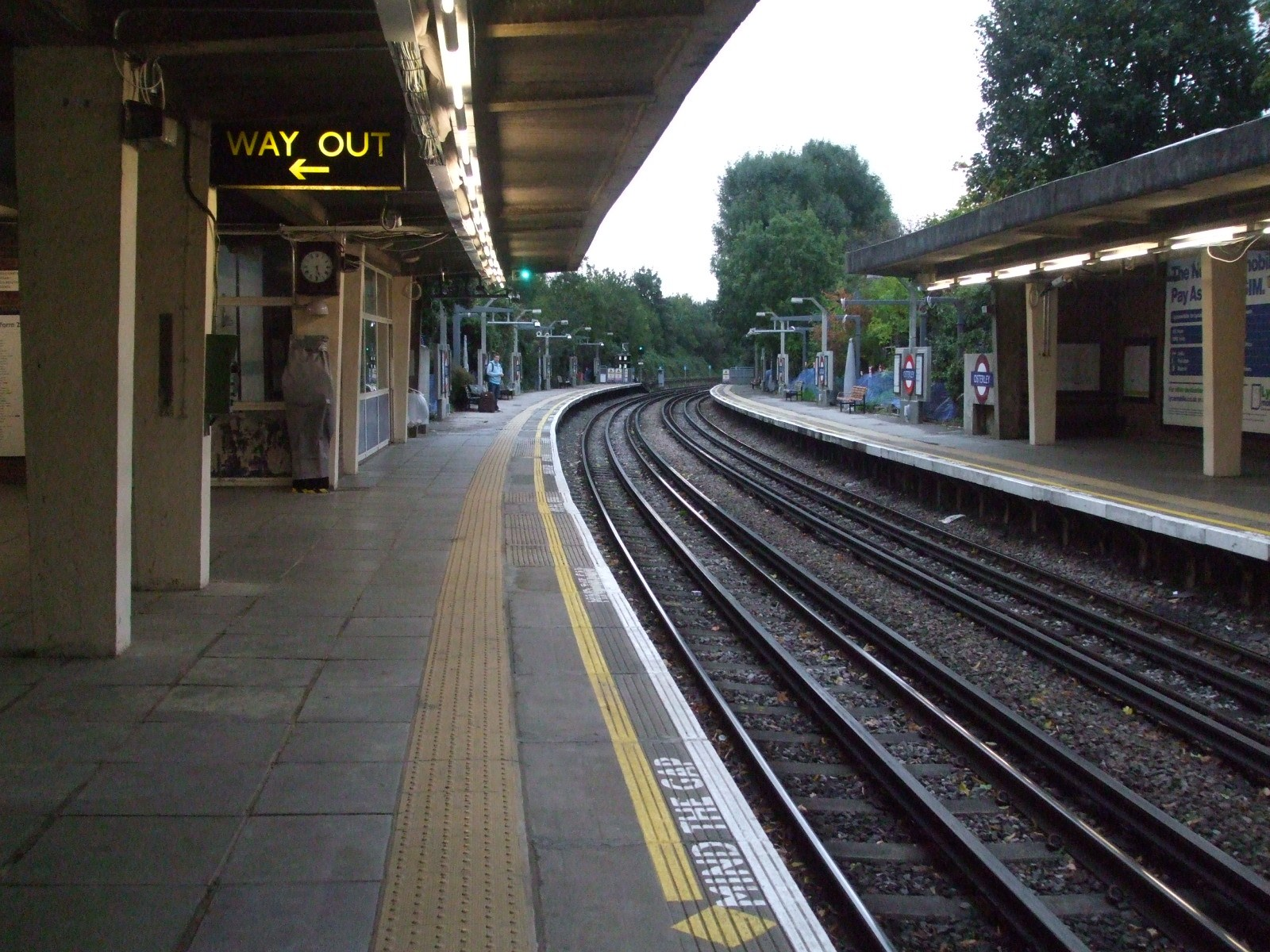
Looking east
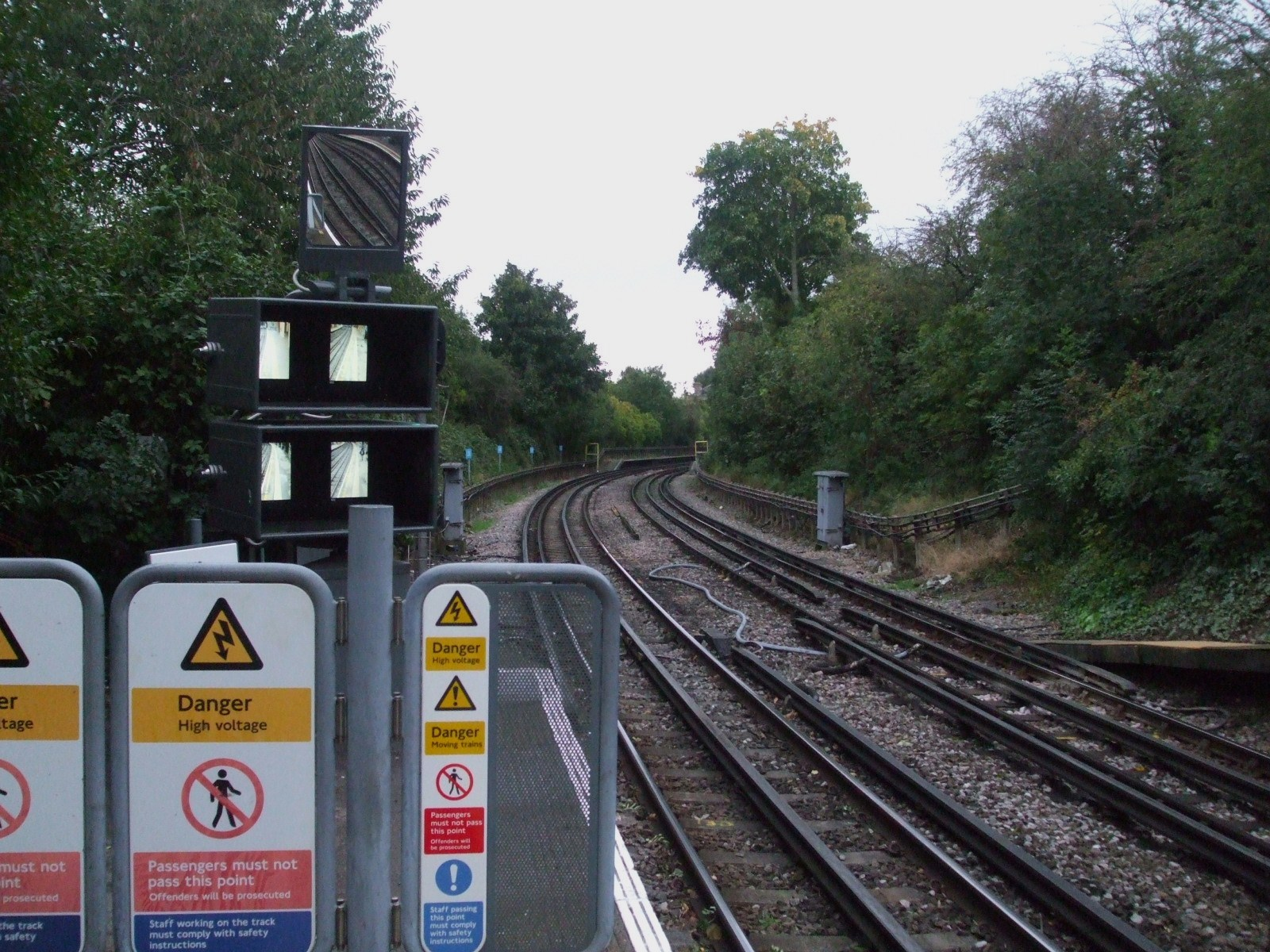
Looking east towards the former station, visible ahead
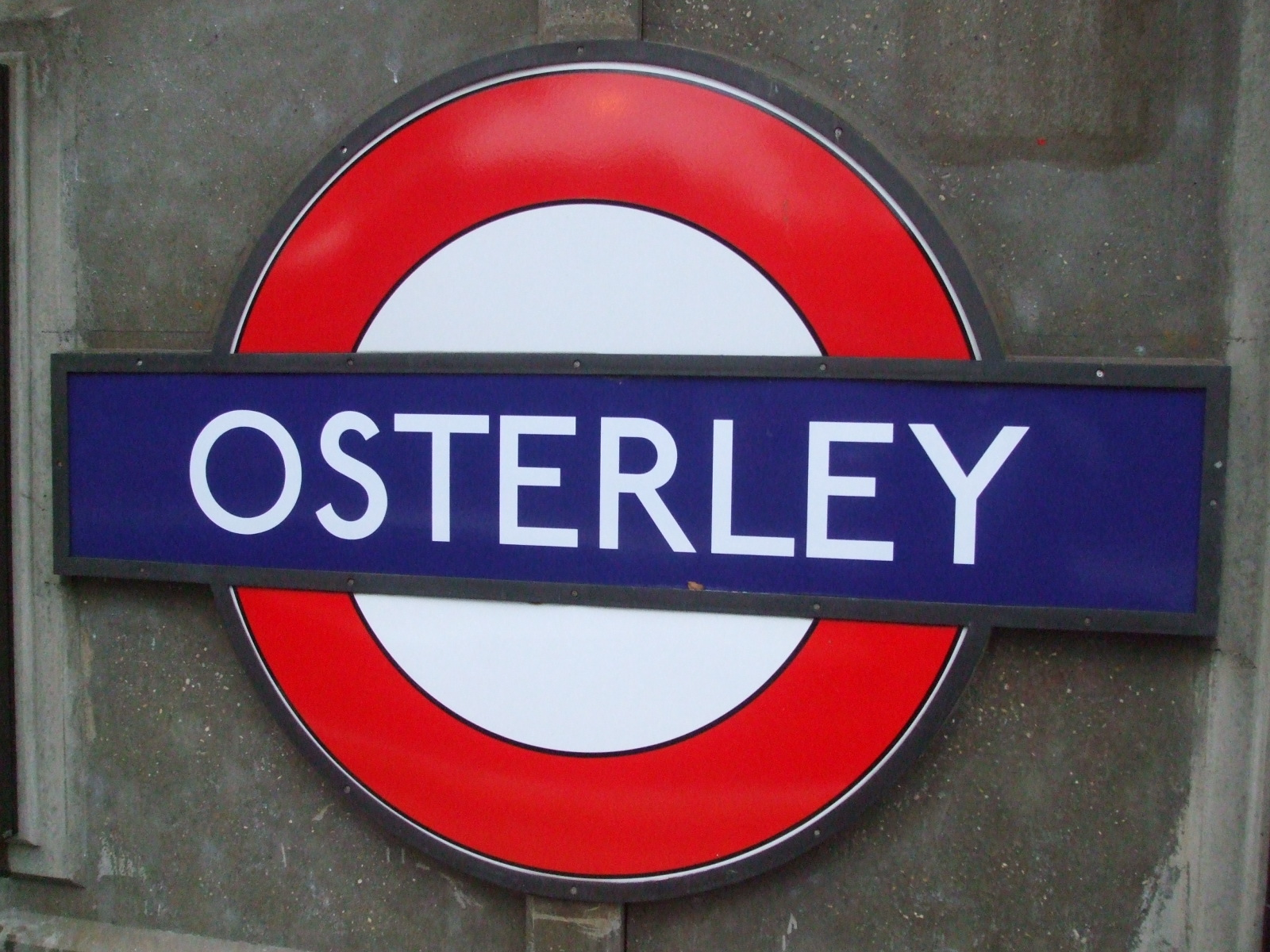
Platform roundel